# 绿岛榕
绿岛榕（学名：Ficus pubinervis）是桑科榕属的植物。分布在印度尼西亚、台湾岛、菲律宾等地，目前已由人工引种栽培。